# Territorio de Casanare
El territorio de Casanare fue un territorio federal de los Estados Unidos de Colombia, creado el 5 de septiembre de 1868. Dicho territorio comprendía la zona ubicada entre la cordillera Oriental y los ríos Casanare y Arauca, al oriente de la actual Colombia. Limitaba con los estados colombianos de Santander y Cundinamarca, y con la nación fronteriza de Venezuela, abarcando así los actuales departamentos del Casanare, Arauca y la parte oriental de Boyacá. Aunque jurisdiccionalmente pertenecía al Estado Soberano de Boyacá, su administración estaba a cargo del gobierno federal.

## Generalidades
Casanare comprendía parte del territorio llanero al oriente de la actual Colombia, entre los ríos Upía, Meta y Arauca; limitaba con el estado de Cundinamarca al sur, con la República de Venezuela al norte y oriente, y al oriente con las estribaciones de la cordillera Oriental, abarcando así los actuales departamentos del Casanare y Arauca. La capital del territorio fue cambiada varias veces, pasando de Pore a Moreno, luego a Támara, Tame, Nunchía y Orocué. De entre las diversas poblaciones del territorio resaltaban Trinidad, Arauca, Arauquita, Chire, Betoyes, Manare, Guayabal, Maquivor, Surimena, Paya, Labranzagrande, Morcote, Pisba y Paso del Viento (hoy Elorza, en Venezuela).
Entre las principales actividades económicas, se destacaban la cría de ganado vacuno y la explotación de la salina de Muneque.

## Evolución política del territorio de Casanare
Durante su existencia, el territorio cambió varias veces de estatus político, así como de jurisdicción:
- 1857: departamento del Estado Soberano de Boyacá, con capital en Moreno.
- 1863: la capital del territorio cambia a Támara.
- 1868: Boyacá cede al gobierno federal el territorio para su administración.
- 1877: la capital pasa a ser Tame, siendo trasladada ese mismo año a Nunchía.
- 1886: se crea la Intendencia del Casanare con capital en Orocué.
- 1905: pasa a ser departamento con capital en Santa Rosa.
- 1907: la zona entre Upía y Cusiana pasa a Boyacá.
- 1911: se crea la Comisaría de Arauca segregando su territorio del Casanare.
- 1912: regresa nuevamente a ser territorio del Departamento de Boyacá.
- 1940: se crea la Comisaría del Casanare con capital es Nunchía.
- 1952: vuelve a ser parte de Boyacá.
- 1973: separado de Boyacá con el título de Intendencia del Casanare y con capital en Yopal.
- 1991: se constituye finalmente el Departamento del Casanare.